# Subaru R2

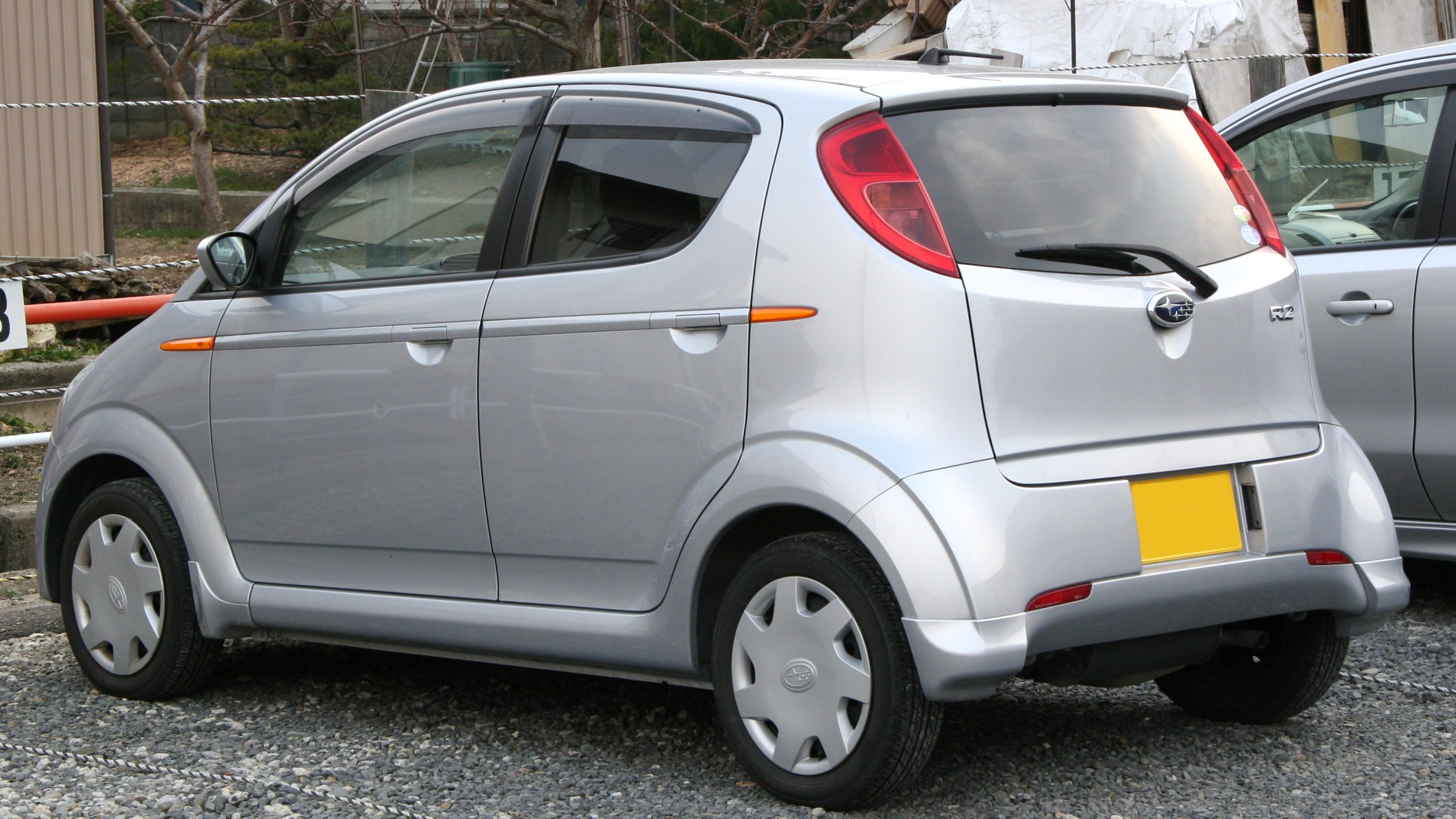

Subaru R2 — автомобіль компанії Subaru, випускався в Японії з листопада 2003 по березень 2010 року. Цією моделлю компанія Subaru намагалася повернутися на перспективний ринок мікролітражних автомобілів («keycar», які мають пільгове оподаткування в Японії). Назва схожа з R2 вже використовувалося маркою в 1969—1972 рр. (мікрокар Subaru R-2). Зовнішнє R2 схожий на попередника, Subaru Pleo, але, на відміну від квадратних форм Pleo, має закруглені форми кузова. Автором характерного зовнішнього вигляду Subaru R2 став грецький автомобільний і промисловий дизайнер Андреас Запатінас, який створював новий спортивний стиль марки.

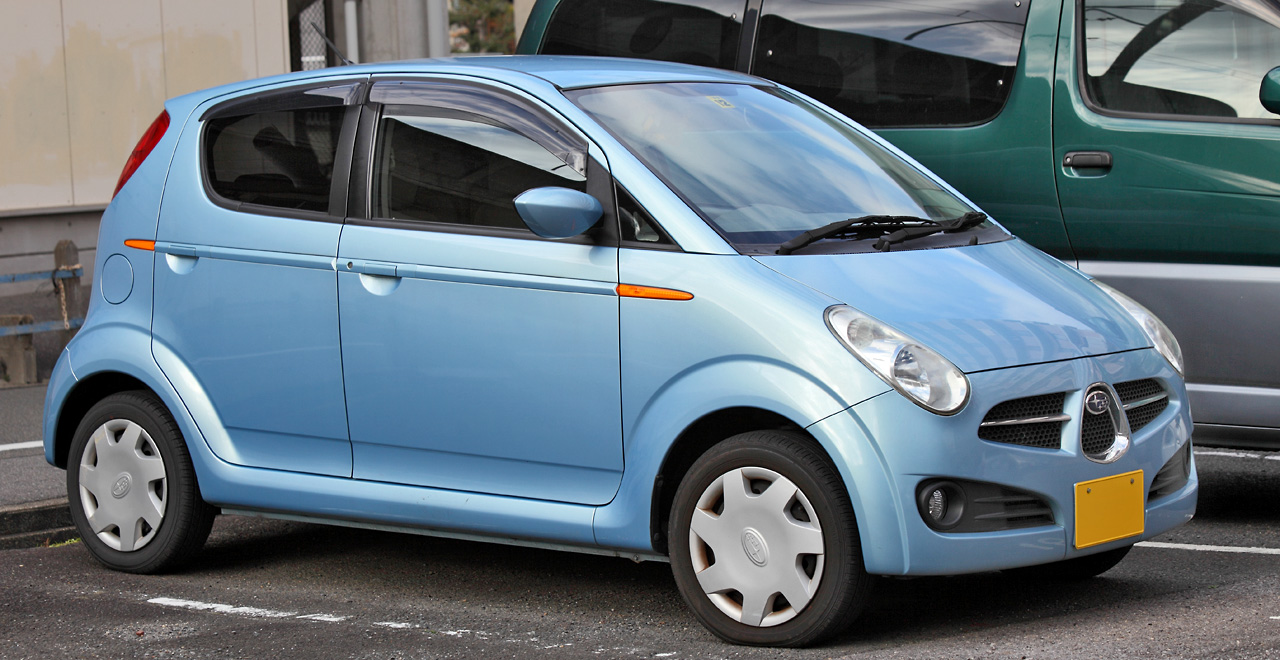

Subaru R2 комплектувався не притаманними для марки опозитним, а бензиновим рядним чотирициліндровим двигуном, з расподіленим уприскуванням «EN07» з робочим об'ємом 658 см³ (діаметр циліндрівів і хід поршнів 56 х 66,8 мм). Особливість двигуна в тому, що на Subaru R2 він пропонувався в трьох різних виконаннях, в залежності від модифікації машини. Це мініатюрний інженерний шедевр — двигун в просунутому виконанні розвиває до 54 к.с. при 6'400 об/хв, найбільший крутний момент 63 Н·м. без наддуву; передбачений також варіант з механічним нагнітачем і інтеркулером — потужністю 64 к.с.
Спочатку для моделі R2 було доступно 11 кольорів кузова і три варіанти внутрішньої обробки (по одному на кожну модифікацію двигуна). 4 січня 2005 була представлена модель Subaru R1 — дводверний варіант моделі R2 з укороченою колісною базою і зменшеним кузовом.

## Subaru R2 Refi
Subaru R2 Refi — модель Subaru R2, створена виключно для жінок. Колір кузова виключно рожевий, на кріслах вишиті кошенята. Автомобіль «піклується про шкіру», в тканині, якою обшиті сидіння, міститься серицин.

## Ціни
Вартість на новий Subaru R2 в Японії була від 997 тисяч єн (за версію з переднім приводом) до 1 млн 107 тисяч єн (за повний привід). В Україні та СНД ця модель офіційно не продавалася, однак де-не-де зустрічаються старі праворульні екземпляри з Японії. Є як повнопривідні, так і передньопривідні машини.